# João Na Tchigna
João Na Tchigna (Farim, 1 de fevereiro de 1981) é um treinador guineense. Atualmente comanda o Sport Bissau e Benfica.

## Carreira
Treinador
Trabalhou durante dez anos como treinador adjunto com Dominguinho Fernandes, na Equipa de Mansaba, em 2006, durante duas épocas. Também teve dois anos na equipa de Gabú, um ano no Sporting Clube de Bafafá, União Desportiva Internacional de Bissau durante um ano e meio. E na última temporada 2016/2017, foi convidado para assumir o comando técnico do Sport Bissau e Benfica, onde no seu primeiro ano como treinador principal, conseguiu sagrar-se campeão nacional da primeira liga guineense em futebol. Na época 2017/2018 voltou a ser campeão nacional pelo Sport Bissau e Benfica,também campeão da Taça da Guiné, ainda venceu a Supertaça no início da época.